# Витализам
Витализам (од лат. vita - живот) је дефинисан као доктрина по којој функције живог организма дејствују захваљујући животној сили различитој од физичких и хемијских принципа. Витализам је такође теорија о томе да су биолошке активности управљане неком натприродном силом..
Витализам је повезан са концептом бесмртности људске душе, што га такође спаја са религиозним идеологијама.
Исти принцип, само са другим именима налазимо још код Аристотела, који је овај принцип назвао Ентелехија, сличан термин помињу такође Кеплер (лат. facultas formatrix - формативн снага), Галваније (сила живота), Гете и Бергсон (фр. Élan vital).
На основу истраживања Френсиса Крика и Џејмса Вотсона, откривача молекуларне структуре гена, знамо да су сами гени, до најситнијих детаља своје унутрашње структуре дуги низови чисто дигиталних информација. Генетски код није бинаран као код рачунара нити окталан као код неких телефона, већ кватерналан - са четири симбола. Машински код гена необично је сличан рачунарском. Између бројних других последица, ова дигитална револуција у самој сржи живота задала је коначан смртоносни ударац витализму - веровању да је жива материја фундаментално различита од неживе. Све до 1953. могло се веровати да у живој протоплазми постоји нешто мистериозно што је у основи недокучиво. Сад више не. Чак се ни филозофи, предиспонирани за механистички поглед на живот, нису могли надати да ће њихови најлуђи снови бити тако потпуно испуњени.
Не постоји духом вођена животна сила, нема пулсирања, надимања и слегања мистериозне протоплазмичне слузи. Живот су само бајтови и бајтови, и опет, бајтови дигиталних информација.
Година 1953. када је откривена двострука завојница, неће се само сматрати крајем мистичног и мрачњачког схватања живота, већ ће за све заговорнике дарвинизма бити година у којој је предмет њиховог занимања коначно постао дигиталан.
Вегетаријанство, натуропатија, хомеопатија, енергетска терапија, терапеутски додир, кристалотерапија, и многи други облици алтернативне медицине имају корене у витализму.